# Феномен «домашнього зсуву»
Феноме́н «дома́шнього зсу́ву» — у економіці — особливість розвитку глобального ринку, полягає в тому, що якщо ґрунтуватися на ідеї, що диверсифікований фінансовий портфель веде до великих очікуваних доходів при тому ж рівні ризику в порівнянні з недиверсифікованим, то міжнародний фінансовий портфель має ставати все більш диверсифікованим.
Згідно з останніми дослідженнями, проведеними в 1990-х рр., міжнародні інвестори продовжують втрачати широкі можливості фінансової диверсифікації. За станом на 1998 р. британські інвестори в іноземних акціях тримають 23 % своїх коштів, німецькі — 18 %, канадські — 12 %, американські — 10 % і японські — 5 %. Як показує динаміка міжнародної диверсифікації, тенденція до збільшення частки вкладень в іноземні активи залишається слабкою.